# 測量業
測量業（そくりょうぎょう）とは、測量法に基づいて測量の業務を受託・請負して営んでいる企業、職業。またはその業務の意。業種でいうと測量業、その他の専門的サービス業に分類される。
営利目的を伴う場合は、b:測量法第55条により、国土交通大臣あてに測量業者としての登録を受けている。いわゆる、建設関連業のうちの一つ。
これに加え、管理技術士 (建設部門)を置き、国土交通省へ建設コンサルタントと補償コンサルタントの登録を行っている測量業もあり、その場合RCCM（Registered Civil Engineering Consulting Manager）をも常駐させ、各種コンサルタント業務に従事している。
測量は、発注者・委託者が公的機関でも組織が異なれば、地方自治体から公団や公社で、また施設種別が違えば港湾や空港、鉄道、水道など施設ごと、道路だけでも国道や県道、市町村道によって、河川でも直轄管理から補助まで、各種建造物の建設予定地等々により異なる。
したがって、機関・組織でそれぞれに測量業、測量コンサルタント（名称も異なる場合がある）としての入札の資格者登録が必要であるが、官庁の場合になると、コンサルタント委託を扱う経済産業省や農林水産省などでは、国土交通省のコンサルタント登録をしているか否かで、自分の省庁へのコンサルタント登録の際などに、格付けが生じる。

## おもな業務内容
測量法に基づく、観測の意味の測量。ある地点からある地点までの距離や地形状況などの土地を測る、また建物の高さ、河川の流量など測定・観測するといった、定量を把握できるものを計測する仕事。
主に民間測量と公共測量に分けられる。民間測量は、建設会社（ゼネコン）、建築会社等から依頼されて測量を行う業務である。公共測量は国または公共団体（都道府県、市、独立行政法人、公共組合など）から発注されて行う測量業務である。
測量方法は下記のように分類される。
1. 三角測量
2. 多角測量
3. 三辺測量
4. GPS測量
5. 水準測量
6. 写真測量

ただし、上記の業務であっても登記を目的としたものは土地家屋調査士の業務であり、測量業者の行った測量等の成果を元に登記をすることは許されない。
これに違反したことにより、測量業者の社長等が逮捕された事例もある。